# Chiroxiphia caudata
Chiroxiphia caudata là một loài chim trong họ Pipridae. Chúng được tìm thấy ở đông bắc Argentina, miền nam và tây nam Brasil, và Paraguay.
Các môi trường sống tự nhiên của chúng là các khu rừng ẩm ướt đất thấp nhiệt đới hoặc cận nhiệt đới, cận nhiệt đới hoặc rừng núi ẩm nhiệt đới, và các khu rừng trước đây bị suy thoái nặng nề.